# Wendelin Müller-Blattau
Wendelin Müller-Blattau (* 16. September 1922 in Freiburg im Breisgau; † 1. Juni 2004 in St. Wendel) war ein deutscher Chorleiter,  Musikwissenschaftler und Hochschullehrer.

## Leben
Wendelin Müller-Blattau war der Sohn des Musikwissenschaftlers Joseph Müller-Blattau. Nach dem Abitur am Friedrich-Gymnasium Freiburg im Jahre 1940 leistete er Kriegsdienst und war Pilotenausbilder bei der Luftwaffe der Wehrmacht. Nach dem Krieg begann er ein Dirigenten- und Streichinstrumentenstudium an der Musikhochschule Stuttgart und erhielt eine Anstellung im Oldenburger Staatsorchester. An der Ruprecht-Karls-Universität Heidelberg folgte ein Studium der Philosophie, Musikwissenschaften und Romanistik. 
In den Jahren von 1953 bis 1978 leitete er den Sängerchor Bischmisheim, Stadtteil von Saarbrücken. Zwischenzeitlich wurde er Hilfsassistent im musikwissenschaftlichen Institut der Universität des Saarlandes.
Zum Akademischen Musikdirektor ernannt, gründete er 1954 das „Collegium Musicum“ Saarbrücken und war über Jahre dessen Leiter.
1956 promovierte er in Heidelberg mit der Dissertation „Trouvères et Minnesänger“ und wurde erster Universitäts-Musiklehrer in Saarbrücken.
In den Jahren von 1965 bis 1987 unternahm er als Universitätsmusikdirektor zahlreiche Konzertreisen, die ihn durch Europa, die USA und Kanada führten.
1966 habilitierte er sich im Fach Musikwissenschaft an der Universität des Saarlandes und gründete 1976 den Kammerchor der Universität.
Von 1971 bis 1987 war er Inhaber einer Professur für Musikwissenschaft an der Universität Saarbrücken.

## Öffentliche Ämter
- 1980–1994 Präsident des Saar-Sängerbundes und des Landesmusikrates Saar
- Mitglied in Gremien des Deutschen Musikrates, des Deutschen Sängerbundes und des Saarländischen Rundfunks[2]
- Referatsleiter der „Zentralstelle für den deutschsprachigen Chorgesang in der Welt“

## Ehrungen
- 1989 Bundesverdienstkreuz  1. Klasse
- 1990 „Lichtenburgpreis des Musikantenlandes“

## Werke (Auswahl)
- 1978 Es kommt ein Schiff geladen
- 1978 Crambambuli
- 1978 Bekränzt mit Laub, Liedersammlung
- 1978 An hellen Tagen: Hartmut Kiesewetter präsentiert Lieder aus fünf Jahrhunderten
- 1985 Der Schwartenhalss: schöne alte Landsknechtslieder
- 1987 Laßt Frieden sein
- 1991 Dokumentation von Konzerten der „Mozart-Wochen“ 1991, präsentiert vom Landesmusikrat Saar e.V.
- 1993 Macht hoch die Tür (Lieder zur Weihnachtszeit)
- 2001 Zarte Liebe fesselt mich: das Liederbuch von 1750 der Fürstin Sophie Erdmuthe zu Erbach-Erbach (1725–1795, ⚭ Fürstin von Saarbrücken-Nassau), musikalische und musikgeschichtliche Überarbeitung mit Nachdichtungen von Ludwig Harig